# Donato Sabia
Donato Sabia (Potenza, 11 de setembro de 1963 – Potenza, 7 de abril de 2020) foi um atleta italiano especializado na prova de 800 metros, no qual se tornou o campeão europeu em pista coberta em 1984.

## Carreira esportiva
Nos Jogos do Mediterrâneo, realizados em Casablanca em 1983, conquistou a medalha de prata no revezamento 4x400 metros, com um tempo de 3:04.54 segundos, depois da França (ouro) e à frente da Espanha (bronze), sendo seus companheiros de equipe: Roberto Ribaud, Mauro Zuliani e Daniele D'Amico. 
No Campeonato Europeu de Atletismo em Pista Coberta de 1984, conquistou a medalha de ouro nos 800 metros, com um tempo de 1:48.05 segundos, à frente do francês André Lavie e do britânico Phil Norgate (bronze).
Participou das finais dos 800 metros nos Jogos Olímpicos de Verão de 1984 e 1988.

## Morte
Morreu em 7 de abril de 2020 no Hospital San Carlo, em Potenza, aos 56 anos, de COVID-19, apesar de seu histórico de atleta, tendo também perdido seu pai pela mesma doença em 31 de março de 2020.